# Gora-Podoł
Gora-Podoł (ros. Гора-Подол) – wieś (ros. село, trb. sieło) w Rosji, w obwodzie biełgorodzkim, w rejonie grajworońskim. Centrum administracyjne osiedla wiejskiego Gora-Podolskoje.

## Geografia
Miejscowość jest położona na zachód od miasta Grajworon, niedaleko granicy z Ukrainą.
Gora-Podoł leży na lewym brzegu rzeki Worskla.

## Demografia
W 2010 roku wieś zamieszkiwały 1862 osoby.